# Gnom (Gick)
Gnom war eine deutsche Automarke.

## Beschreibung
Hersteller war JFG Ingenieurbüro Fahrzeug- und Gerätebau C. M. Gick bzw. FG. Ingenieurbüro Fahrzeug- und Gerätebau Gick aus Berlin. Die Bauzeit belief sich auf 1949 bis 1950.
Es gab zwei Modelle: Der erste Gnom war ein Dreirad, bei dem sich das einzelne Rad vorne befand. Für den Antrieb sorgte ein Einzylinder-Zweitaktmotor der ILO-Motorenwerke mit 123 cm³ Hubraum. Der Antrieb erfolgte auf das rechte Hinterrad. Der Neupreis betrug 1490 DM. Das Fahrzeug hatte 120 cm Radstand und 90 cm Spurweite. Es war 220 cm lang, 100 cm breit und 100 cm hoch. Es wog 290 kg. Die Höchstgeschwindigkeit war mit 55 bis 60 km/h angegeben.
Teilweise andere Daten sind in einem Zeitschriftenartikel vom Dezember 1950 zu finden. Demnach betrug die Länge 2500 mm, die Breite über alles 1300 mm und die Gesamthöhe ca. 1100 mm. Der Radstand ist mit 1800 mm angegeben, die Spurweite zu 1000 mm, die Bereifung entspricht der damals üblichen Rollergröße 4.00-8. "Das Fahrzeug wird serienmäßig als offener Sportzweisitzer mit Windschutzscheibe geliefert, gegen Sonderberechnung kann ein Stahlblechverdeck oder Allwettersteckverdeck mit Seitenteilen angebracht werden." Gegen Aufpreis soll ein 145-cm³-Ilo-Motor ("Exportmodell") lieferbar sein. Gick, ein ehemaliger Flugzeugbauer, nannte den Gnom zwar Kleinstwagen, aber er dürfte "nach der Art seines Aufbaues richtiger als Dreirad-Motorroller oder Autoroller bezeichnet werden." Ein Foto zeigt eine recht große Heckflosse auf der Motorraumhaube.
Das zweite Modell, der Gnom 4, war vierrädrig. Sein Motor brachte es auf eine Leistung von 7 PS (5,1 kW). Insgesamt entstanden vier Fahrzeuge, davon drei Dreiräder.